# Hypsarrhythmie
Als Hypsarrhythmie, von altgriechisch ὕψος hypsos, deutsch ‚Höhe‘, ‚Anhöhe‘ und ἄρρυϑμος arrhythmos, deutsch ‚unrhythmisch‘, wird in der Neurologie ein EEG-Muster bezeichnet, in dem sich eine epileptische Aktivität in Form einer kontinuierlichen Folge unregelmäßig hoher, langsamer Deltawellen mit wechselnd (desynchron) auftretender Einstreuung von kurzdauernden Spitzenpotentialen („Spikes“) und/oder steilen Abläufen (Sharp waves) zeigt. Dauer und Lokalisation (fokal oder multifokal) sind dabei unsymmetrisch, das EEG-Bild wirkt chaotisch, Variationen sind die Regel: „Die Hypsarrhythmie tritt nie als rhythmisches und gut organisiertes Muster auf“ (Gibbs & Gibbs, 1952).
Die Hypsarrhythmie hat diagnostische Relevanz beim West-Syndrom (BNS-Epilepsie) und wurde 1952 erstmals von dem US-amerikanischen Neurologen, klinischen Neurophysiologen und Epileptologen Frederic A. Gibbs und seiner deutschstämmigen Ehefrau Erna Leonhardt Gibbs beschrieben.